# Theepottenmuseum
Het Theepottenmuseum in het Nederlands-Limburgse kerkdorp Swartbroek is een particulier museum met een collectie van meer dan 2000 theepotten en is opgericht in april 2011.

## Collectie
De collectie theepotten wordt gepresenteerd in de vorm van een reeks thema's. Zo worden er theepotten getoond in de vorm van auto's, dieren, groenten en fruit; vertegenwoordigd zijn ook thema's als ruimtevaart, sport en spel, vakantie, winkel en muziek. Ten slotte zijn er theepotten te zien met kerstmis of Alice in Wonderland als thema.
Een van de oudste theepotten uit de collectie is een Portugees aapje uit 1880. Een topstuk uit de collectie is een ontwerp van de bekende theepotten designer Paul Cardew, een pot samengesteld uit kleine theepotten. Deze kleine theepotten bevinden zich ook op ware grootte in de collectie van het museum.

## Erkenning
Het museum is verkozen tot het leukste uitje van Limburg 2013 en het leukste dagje uit van Nederland 2014.

## Museum naar Aalten
In februari 2023 verhuisde het volledige Theepottenmuseum naar de Achterhoek. In de buurtschap IJzerlo, gemeente Aalten, werden twee musea samengevoegd tot het Internationale Theepottenmuseum. Aangevuld met een collectie koffie- en theepotten uit Zuidland bij Rotterdam is er een vrij volledig overzicht te zien van modellen vanuit de hele wereld. Met nadruk op de ongewone modellen van Engelse en Canadese ontwerpers. Tentoongesteld zijn zowel antieke en vintage modellen als ook nieuwe ongewone modellen theepotten die in verschillende Britse ateliers worden vervaardigd in oplages van 50 tot maximaal 5000 stuks. 